# 快感メモリー 〜三人の今日子〜
『快感メモリー 〜三人の今日子〜』（かいかんめもりー さんにんのきょうこ）は、小栗はるひ監督の日本映画。

## 概要
2023年8月18日に『快感メモリー 私が、い〜っパイ』のタイトルで劇場公開。同年12月3日、「OP PICTURES+フェス2023」作品の1本としてR15作品に再編集され劇場公開。
監督の小栗が30代最後という節目となり、その等身大の女性像をコメディーを交え描く。若い自分が現れるという構想は「過去の私は嫌なやつでボンクラで反省ばかり。でもそんなころの自分に尻を叩いてほしい」という自己投影が大元にあり、インタビューでは「自分の人生の主役として生きる選択をしてこなかったという後悔。冷笑的で皮肉屋な性格なので、私なんてと思ってしまう。そんなヒロインの人生を感じていただければ」と述べている。主人公は男性から見て可愛げがあるヒロイン像ではないため、大丈夫かと思ったというが、成人映画版公開時には予想外に好意的に受け止めてもらえたという。
20代、20代、40代の「筒井今日子」を顔も体型も異なる3人の女優が演じる点については、容姿第一ではなく「各世代を生き生きと演じる」点に主眼を置いてキャスティングしたためと説明。また、1番手、2番手、3番手という序列に関係なく、主役を奪い合ってもらえるようにポジティブに物語を考えたという。
2024年12月4日、スターボードから『オンナの熟し方』のタイトルでDVDリリース。

## ストーリー
本当の自分はこんなもんじゃない、と思いながら掃除婦の仕事をする40歳独身の筒井今日子。20代、30代の節目にはそれぞれ交際相手がいたが、現在は結婚相談所に行っても相手にされず、一人さみしくアダルトビデオを見てオナニーする日々であった。そんな今日子の40歳の誕生日、朝起きるとなんと20代の自分の姿に若返る。さっそく通りすがりの男をナンパし、性行為に及ぶが行為中に40代の自分に戻ってしまう。さらに一晩寝ると、30代、20代の自分が川の字になっているところで目覚める。若い自分の行動力に刺激を受け、恋愛を通して乙女心を取り戻す。

## 登場人物
筒井今日子（40）
演 - 今村日那乃
40代の筒井今日子。アダルトビデオを見るのが日課。
筒井今日子（30）
演 - 紫月ゆかり
30代の筒井今日子。仕事も恋も脂がのり、意欲的。
筒井今日子（20）
演 - 幾田まち
20代の筒井今日子。ピチピチだが胸はまだ小さい。40代の今日子に反抗する。
佐々木
演 - 星野ゆうき
40代の今日子に好意を持つバーの店員。しかしセフレ止まりであり、何とかしようと焦る。
神崎
演 - 細川佳央
20代の今日子と寝た男。セックス中に年齢を重ねる今日子に驚き、逃げ去る。
横山
演 - 伊神忠聡
通りすがりの男
益田
演 - 森田さくら
金子
演 - 古川奈苗
三宮
演 - 植村裕太
近藤
演 - 鈴木太一
佐々木の父
演 - 大野光一
佐々木の母
演 - 本郷由紀子
CMスタッフ
演 - 佐々木一成
若い男
演 - 千葉祐輝
若い女
演 - 小関実衣
劇中アダルトビデオの女優
演 - しじみ
劇中アダルトビデオの男優
演 - 山本宗介

## スタッフ
- 監督：小栗はるひ
- プロデューサー：東盛直道
- 脚本：大矢直樹、小栗はるひ
- 音楽：荒川仁（東京ClockWise）
- 撮影・照明：藍河兼一
- 録音：赤羽一真
- メイク：山中優希
- 編集：板倉直美
- 整音：阪口和
- スチール：MAYA
- 助監督：高木翔
- 撮影助手：小関裕次郎、岡村浩代
- 制作補：門脇萌
- 音楽協力：神蔵 守（東京ClockWise）、三浦世名（東京ClockWise）
- ロケ協力：シレーヌ
- 協力：Mine' s
- 制作協力：ソフトボイルド
- 制作：トラウマサーカス
- 提供・配給：オーピー映画